# Rhinella cristinae
Rhinella cristinae es una especie de anfibio anuro de la familia de sapos Bufonidae. Se encuentra en Colombia y posiblemente en Brasil. Su hábitat natural son los  bosques y ríos tropicales o subtropicales húmedos de tierras bajas. Se desconoce su estado de conservación.